# Orde van de Dubbele Draak (China)

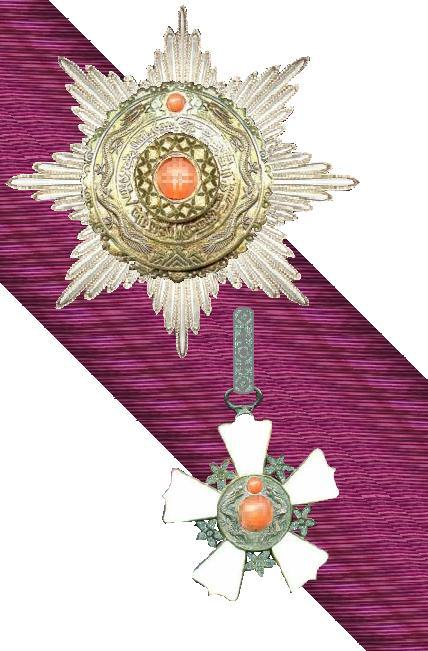
Ster en lint van de Eerste Graad, tweede klasse in de Orde van de Dubbele Draak. Chinese versierselen van rond 1900

China bezat tot laat in de 19e eeuw geen Orden naar Europees model. De Keizers verleenden eretitels en adellijke titels. Hovelingen kregen met fabeldieren geborduurde gewaden of bijzondere hoofddeksels waarbij pauwenveren op de hoed een bijzondere eer waren.

Op 7 februari 1882 stichtte Keizer Guangxu de eerste Chinese Orde die de naam " Orde van de Dubbele Draak'" (Mandarijn: "Shuang-Lung-Pao-sing") kreeg. De Orde had vijf klassen en elk van deze klassen was in graden en rangen onderverdeeld. De versierselen van de Orde kwamen niet met de Europese denkbeelden van Ordetekens overeen maar in de loop der jaren werd de Orde hervormd en werden westerse invloeden meer en meer zichtbaar.

De keuze voor een draak als motief van de Orde lag voor de hand; de draak is in China een gelukbrengend wezen en hij is in de mythologie nauw aan het keizerhuis en de Keizer verbonden.

Draken (Chinees:"Lung") waren symbool van Keizerlijke macht en brengers van regen en vruchtbaarheid. Werden de draken en de hemelse harmonie verstoord dan had dat voor het leven op aarde, spiegel van de hemel, gevolgen en kon een dynastie het "hemels mandaat", het recht om te regeren, verliezen.
Gele draken waren in de Chinese iconografie verpersoonlijkingen van de Keizer. De op de kleinoden van deze Orde afgebeelde draken zijn "hemelse draken" en zij houden een parel (Chinees:"zhu")in de voorgeschreven vijf klauwen. De hemelse draak behoorde negen maal negen schubben (81 was een bijzonder getal) te bezitten en werd vaak met een gewei en een kamelenkop afgebeeld.
Er zijn ook Nederlanders in deze orde opgenomen zoals de portretschilder Hubert Vos.

## Adeldom
De dragers van de hogere graden van de in de loop van de 19e eeuw ingevoerde chinese ridderorden werden qualiate qua in de Chinese Adel opgenomen. Deze ridderorden waren voor China en voor de Mandsjoe een vreemd element. De orden waren een voorbeeld van de toenemende Europese invloed op het Chinese Keizerrijk. Geen van deze aan het beszit van een Keizerlijk ereteken ontleende titels was erfelijk. Het ging om strikt persoonlijke adeldom.
- qingche duwei (輕車都尉, een Ridder Grootkruis, verdeeld in meerdere rangen.
- qi duwei (騎都尉, een Ridder Commandeur of Grootofficier verdeeld in meerdere rangen.
- yunqiwei (雲騎尉, een Commandeur.
- enqiwei (恩騎尉, een Officier.

## De vijf klassen en 11 graden van de Orde van de Dubbele Draak in 1893
Eerste Klasse
- De Eerste Graad was gereserveerd voor de Keizer
- De Tweede Graad was voor de troonopvolger en verwante vorsten uit regerende huizen
- De Derde Graad was voor hoge edelen, ministers van Buitenlandse Zaken en ambassadeurs

Tweede Klasse
- De afgebeelde Eerste Graad was bestemd voor gezanten en Gevolmachtigd Ministers
- De Tweede Graad was voor Ministers-Resident en Chargé's d'Affaires en Inspecteurs-Generaal van de douane.
- De Derde Graad was voor Legatieraden, hoge officieren en consuls-Generaal gedacht.

Ook directeuren van scholen, in het confucianistische China zeer in aanzien, kwamen voor deze onderscheiding in aanmerking.

Derde Klasse
- De Eerste Graad was secretarissen van legaties.
- De Tweede Graad en derde graad waren voor consuls, Chinese secretarissen en gezagvoerders van schepen en luitenant-kolonels.
- De derde Graad was voor tolken van gezantschappen, majoors en kapiteins.

Vierde Klasse
- De Vierde Klasse, die slechte een graad kende, was bestemd voor vreemde officieren van lagere rang en onderofficieren.

Vijfde Klasse
Deze klasse was bestemd voor handwerkslieden en kooplieden.
De Orde van de Dubbele Draak ging met de Keizerlijke Qing-dynastie ten onder.